# ADVFN
Pour les articles homonymes, voir AFN.
ADVFN (LSE : AFN – USOTC : IHUBY) est une entreprise anglaise qui opère un site web du même nom fournissant des informations sur les marchés financiers. L'entreprise a été fondée par Clement Hadrien Chambers, et Michael J. Hodges,.
L'entreprise fournit des données et des services en ligne pour les investisseurs privés tels que des cotations boursières, des graphiques, des actualités financières, le taux de change (Forex), les contrats à terme (futures), les options, etc.. Le site couvre actuellement plus de 70 places boursières dans le monde. ADVFN est connu pour ses forums Internet et son carnet d'ordres.

## Historique
ADVFN a été créé pendant le dernier trimestre de 1999. Il a été coté sur l'Alternative Investment Market  (AIM) en mars 2000 et au OTCQX de New York le 21 août 2014 .
En février 2006, ADVFN a acheté Equity Holdings Limited, le propriétaire des recherches pour le développement de capitaux propres. 
En septembre 2006, ADVFN a acquis InvestorsHub.com , une communauté Internet d'investissement en ligne dans le marché nord-américain.
Au cours des dernières années, ADVFN s’est étendu du Royaume-Uni, au Brésil, au Canada, en France, en Allemagne, en Inde, en Italie, au Japon, au Mexique, à Dubaï, aux Philippines et aux États-Unis avec des sites financiers géographiques et linguistiques ciblées dans ces territoires.
En septembre 2014, le site comptait plus de 3 000 000 d’utilisateurs inscrits.[réf. nécessaire]

## Services de l'entreprise
La société exerce ses activités dans deux secteurs d'exploitation : la fourniture de services d'information et la recherche financière. La mise à disposition de l'information financière se fait à travers les plates-formes du site de la société. Les activités de recherche sont fournies par le personnel de la société, à des entreprises clientes.
ADVFN fournit les cours de bourses en temps réel. La société propose des cotations, des graphiques, des trades, des nouvelles, des palmarès, des alertes, des portefeuilles, des forums, et des informations de données financières.
Les filiales de la société exercent des activités de site de rencontre Internet, de site web d'information financière, d'informations d'introduction en bourse  (IPO), de site Internet d'information financière, et d'organisation d'événements financiers.
En février 2011, ADVFN a lancé le niveau 2 Montage, un système combinant quatre carnets de commandes du Niveau 2 se négociant simultanément. Il comprend les carnets de commandes de Chi-X, Turquoise et PLUS Markets Group ainsi que la Bourse de Londres.
ADVFN exploite deux tableaux d'affichage Forum, un gratuit et l'autre premium. Les panneaux d'affichage ont souvent été un tremplin pour l'activisme actionnarial.